# Alexander Groiß
Alexander Groiß (* 1. Juli 1998 in Aalen) ist ein deutscher Fußballspieler, der momentan bei der zweiten Mannschaft des VfB Stuttgart unter Vertrag steht. 

## Karriere
Groiß spielte in der Jugend zunächst für den FC Schechingen. 2012 wechselte er in die Jugend des VfB Stuttgart.
Mit der zweiten Mannschaft des VfB gab Groiß am 7. Mai 2016 am 37. Spieltag der Saison 2015/16 in der 3. Profi-Liga gegen den 1. FC Magdeburg sein Profidebüt.
Am 21. August 2018 wechselte Groiß zum Karlsruher SC. Dabei sicherte sich der VfB Stuttgart eine Rückkaufoption und eine Weiterverkaufsbeteiligung. Sein erstes Spiel für Karlsruhe absolvierte er beim 0:0 gegen den 1. FC Kaiserslautern am 25. August 2018 (5. Spieltag), als er in der fünften Minute der Nachspielzeit für Marvin Wanitzek eingewechselt wurde. Am 10. Oktober 2018 erzielte er per Distanzschuss beim 2:0-Sieg im Viertelfinale des BFV-Pokals gegen den FC-Astoria Walldorf seinen ersten Treffer in einem Pflichtspiel für den KSC. In der 3. Liga absolvierte Groiß 17 Spiele für Karlsruhe und stieg am Ende der Saison mit dem Verein in die Zweite Bundesliga auf.
Zur Saison 2021/22 wechselte Groiß zurück in die 3. Liga zum 1. FC Saarbrücken, für den er in einem Jahr 23 Pflichtspiele bestritt. Da er sich allerdings mehr Einsatzzeit wünschte, schloss sich Grois im Juli 2022 dem Ligakonkurrenten SpVgg Bayreuth an.
Im Sommer 2023 schloss sich Groiß wieder der zweiten Mannschaft des VfB Stuttgart an.

## Titel
- Meister der Regionalliga Südwest und Aufstieg in die 3. Liga: 2024